# Africo
Africo – miejscowość i gmina we Włoszech, w regionie Kalabria, w prowincji Reggio Calabria.
Według danych na rok 2004 gminę zamieszkiwały 3463 osoby, 67,9 os./km².